# Тодендорф (Панкер)
Тодендорф (нім. Todendorf (Panker)) — населений пункт в Німеччині, розташований на узбережжі Балтійського моря в федеральній землі Шлезвіг-Гольштейн. Входить до складу  громади Панкер (нім. Panker) району Плен (нім. Plön).  Знаходиться в 9 км від Лютьєнбургу та на відстані 6 км по узбережжю від курортного селища Говахт (нім. Hohwacht). 
Поблизу Тодендорфа на морському узбережжі дислокується тренувальний центр та полігон ППО сухопутних військ Німеччини, на якому в 2007 р. було проведено успішні випробування системи захисту від мінометних атак C-RAM. Там же розташовано підрозділи 61-ї зенітної ракетної групи Бундесверу.

## Галерея

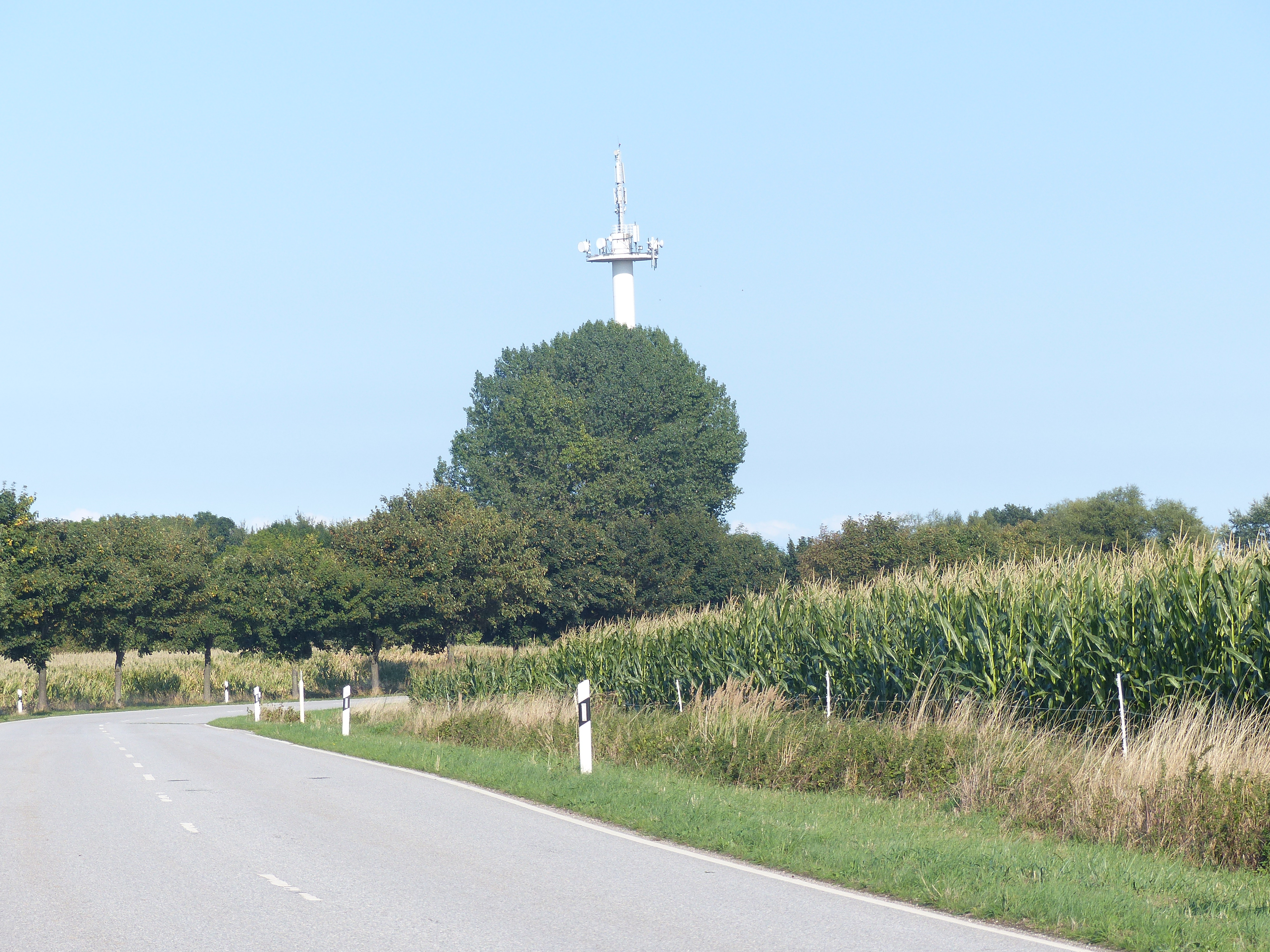
На дорозі до Тодендорфу
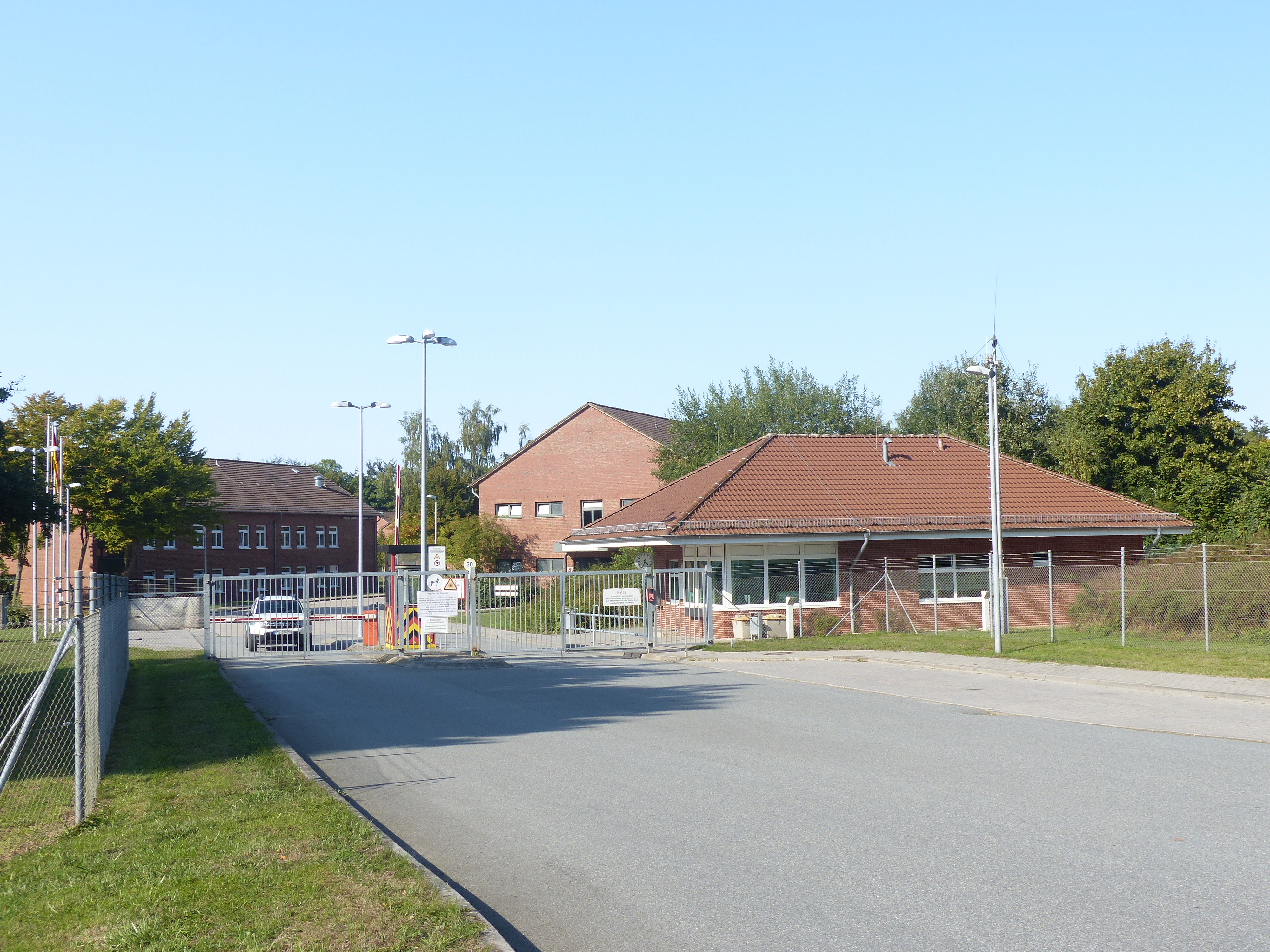
В'їзд на військовий полігон Тодендорфу